# سیارک ۱۷۸۴۲
سیارک ۱۷۸۴۲ (به انگلیسی: 17842 Jorgegarcia، نامگذاری:1998HN98) هفده هزار و هشتصد و چهل و دومین سیارک کشف شده‌است که در ۲۱ آوریل ۱۹۹۸ کشف شد.
قدر مطلق سیارک برابر ۱۹.۵ است.